# Shushica (Elbasani)
Shushica (em albanês: Shushicë) é uma comuna (em albanês: komuna) da Albânia localizada no distrito de Elbasani, prefeitura de Elbasani.